# Rue de l'Ouest (Toulouse)
Pour l’article homonyme, voir Rue de l'Ouest.
La rue de l'Ouest est une voie de Toulouse, chef-lieu de la région Occitanie, dans le Midi de la France.

## Situation et accès

### Description

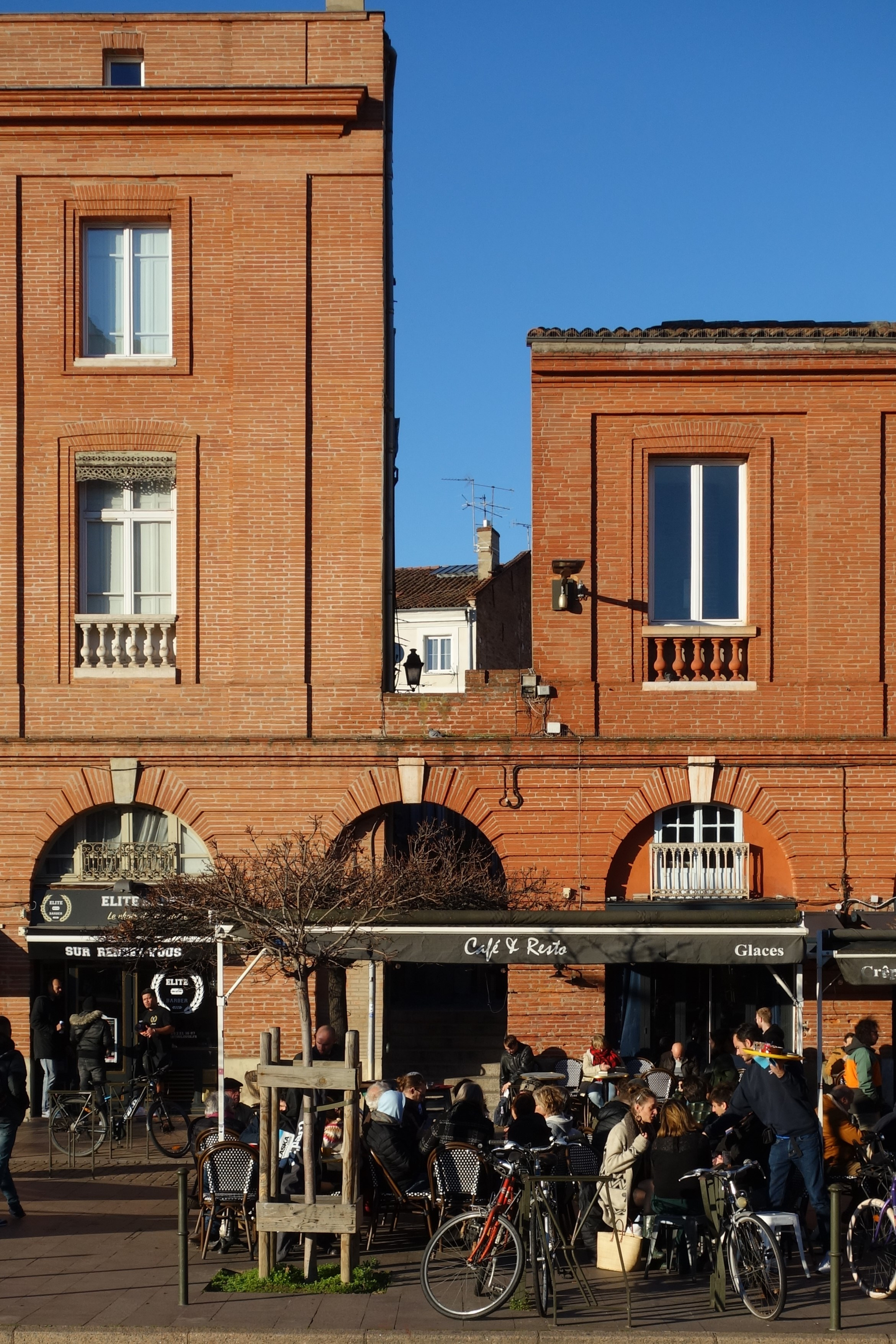
L'entrée de la rue de l'Ouest du côté de la place intérieure Saint-Cyprien.

La rue de l'Ouest est une voie publique. Elle se trouve au cœur du quartier Saint-Cyprien.
Elle naît perpendiculairement à la place intérieure Saint-Cyprien. L'accès, uniquement piétonnier, se fait par un escalier de huit marches qui passe sous une arcade qui relie les deux immeubles de la place intérieure Saint-Cyprien (actuels no 12 et 13). Longue de 70 mètres seulement, elle est particulièrement étroite, large de 2 mètres à son origine et ne s'élargissant qu'à 5 mètres. Elle est relativement rectiligne et orientée au nord. Elle se termine au carrefour de la rue Réclusane, presque face à la rue des Dames-de-la-Porte.
La chaussée compte une seule voie de circulation automobile à double-sens. Elle appartient à une zone de rencontre et la vitesse y est limitée à 20 km/h. Il n'existe pas de bande, ni de piste cyclable.

### Voies rencontrées
La rue de l'Ouest rencontre les voies suivantes, dans l'ordre des numéros croissants :
1. Place intérieure Saint-Cyprien
2. Rue Réclusane

### Transports
La rue de l'Ouest n'est pas directement desservie par les transports en commun Tisséo. Elle débouche cependant sur la place intérieure Saint-Cyprien, où se trouvent la station Saint-Cyprien – République, sur la ligne de métro , ainsi que la navette Ville. On trouve de plus, le long des allées Charles-de-Fitte et des places François-Roguet et Jean-Diebold, les arrêts des lignes de Linéo L14 et de bus 134566.
Il existe plusieurs stations de vélos en libre-service VélôToulouse dans les rues voisines : les stations no 77 (2 place intérieure Saint-Cyprien) et no 78 (14 place intérieure Saint-Cyprien).

## Odonymie
La rue est connue au XVIIe siècle, comme la rue Pélicié – également orthographié Pélicier ou encore Pélissier. Ce nom, qui lui venait probablement d'un habitant, se retrouvait également pour la rue Joseph-Vié. En 1794, pendant la Révolution française, on donna à la rue l'appellation de rue l'Industrie, mais elle ne fut pas conservée. La rue a pris son nom actuel le 12 avril 1947, sur décision du conseil municipal, dirigé par Raymond Badiou et largement issu des rangs de la Résistance : le nom du Résistant Louis Pélissier ayant été donné à une rue du centre-ville et afin d'éviter les homonymies, la rue Pélicié prit celui de l'Ouest, puisqu'elle se trouvait dans le canton Ouest de la ville.